# ONE, TWO STEP
『ONE, TWO STEP』（ワン・トゥ・ステップ）は、Ringの2ndシングル。

## 解説
歌詞は「ある女の子が街のウィンドウに映っている自分を見て、色々恋について思う」という内容である。
日本語版と標準中国語版では、ボーカルのメロディが異なる。「Process」の時は日本語版を最初に録ってから、標準中国語版を作ったが、本作では逆の「まず標準中国語で歌詞の意味をよく理解して、全体の雰囲気を掴んでから日本語版に取り組む方がやりやすいんじゃないか」と小室が考えた。前作とは大きな違いでRingは言語の持つ抑揚の違いを受け入れることができ、歌入れは3回ほど録り直しがあったものの前作よりスムーズに進んだ。日本語版を制作する前に、小室はボーカルのメロディを細かい部分を修正した。
小室は「リズムによく注意して、感情を込めて歌ってください」と指示した。日本語版の歌詞に片仮名をふってもらい、何回も繰り返し練習して、リズムのノリ・発音等に慣れてから本番に臨んだ。
歌入れ前に宣伝写真の撮影が行われて、Ringはいつもより赤い口紅を付けた。その時の自分を鏡で見た時に「何だかすごく大人になった気がした」と語り、その時の光景や気持ちを思い出しながら歌った。

## 収録曲
作詞：マーク・パンサー・小室哲哉、作曲：小室哲哉、編曲：小室哲哉・久保こーじ、中国語訳詞：YOKO YAU、ミキシング：小室哲哉
1. ONE, TWO STEP - Japanese Version (5:06)
2. ONE, TWO STEP - Mandarin Version (5:08)
3. ONE, TWO STEP - Instrumental (5:06)